# Казимир Мокловський

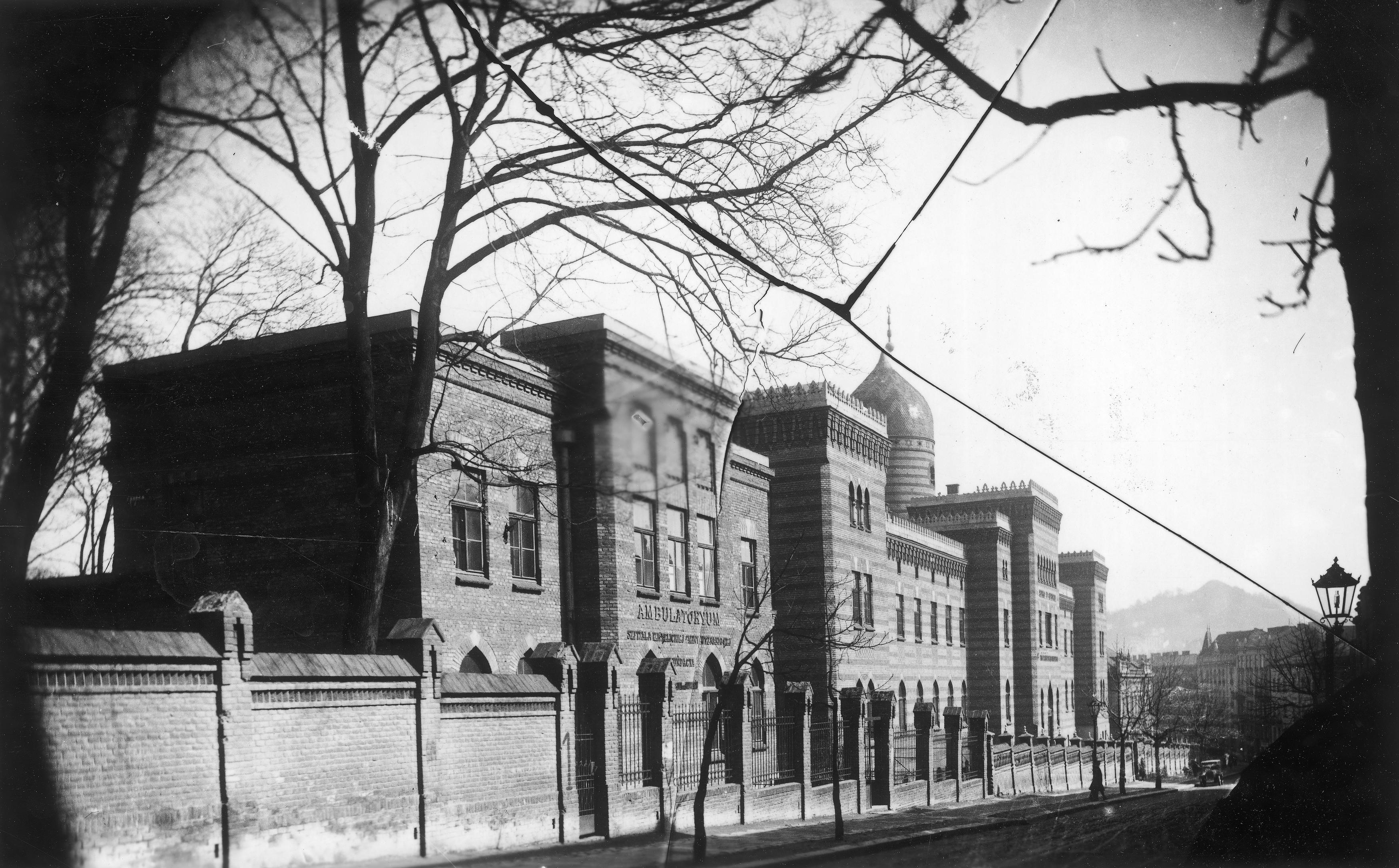
Єврейський шпиталь у Львові. 1902

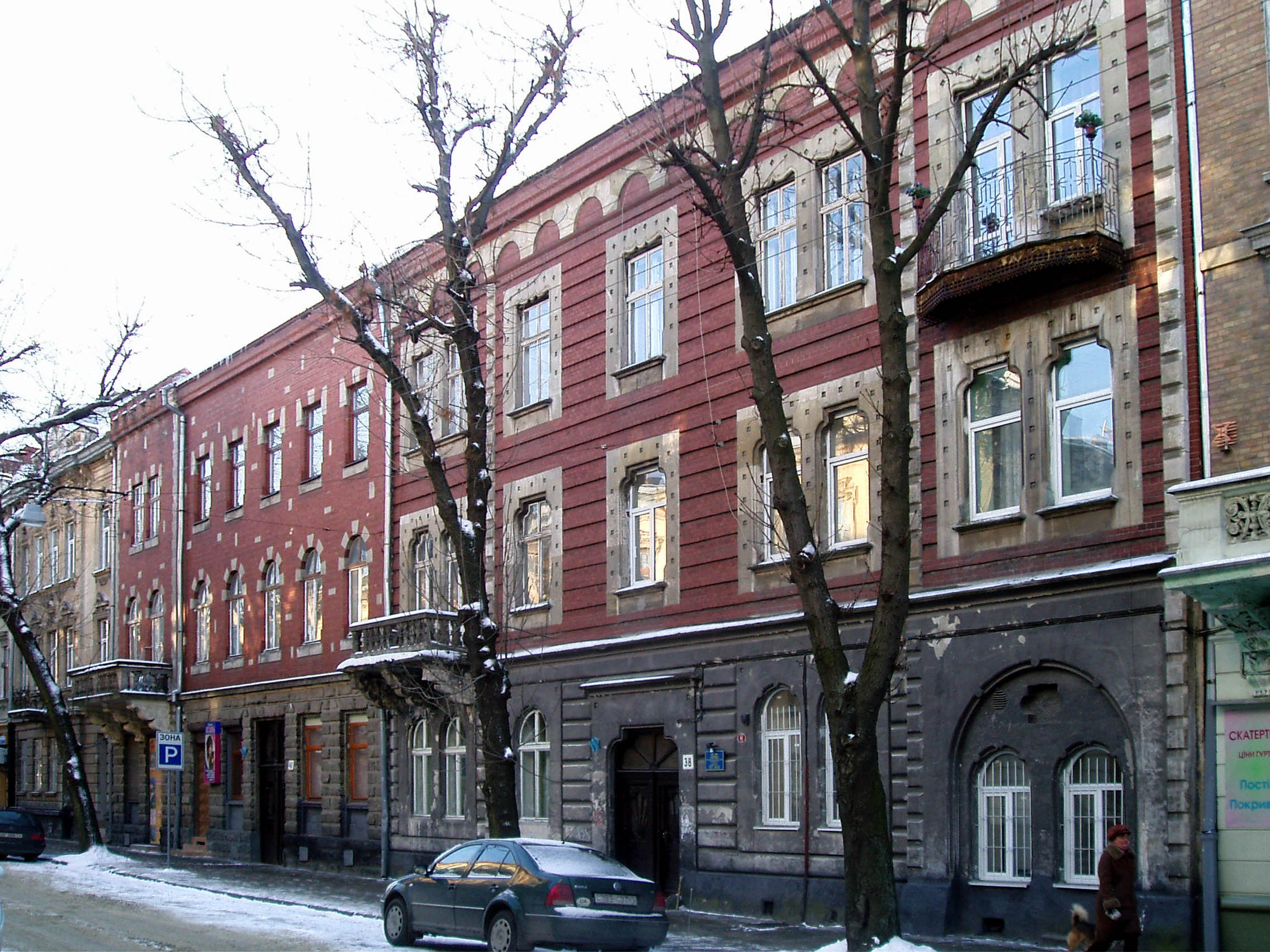
Будинки на вулиці Пекарській, 38, 40 у Львові. 1905

Казимир Юліан Мокло́вський, або Казімеж Юліан Мокло́вський (пол. Kazimierz Julian Mokłowski; 17 липня 1869, Косів — 14 травня 1905, Львів) — польський архітектор, теоретик мистецтва, діяч соціалістичного руху, журналіст, публіцист.

## Біографія
К. Мокловський народився 17 1869 року в місті Косові на Гуцульщині (нині Івано-Франківської області, Україна). Мечислав, батько архітектора, протягом певного часу працював секретарем у гміні Княгинин.
У 1882—1889 роках навчався у вищій реальній школі у Станиславові (нині Івано-Франківськ), де 1889 року екстерном склав матуру. Після цього вступив на відділ будівництва Львівської політехніки, потім вивчав архітектуру в Цюріху, Берліні (Шарлоттенбурзі) та Мюнхені. Працював у Мюнхені, невдовзі у 1897 році повернувся до Львова. Автор проєктів житлових та громадських будівель у Львові. За проектами Мокловського виготовлялися меблі в «закопанському стилі».
Як мистецький критик друкував статті у газетах «Кур'єр львівський», «Слово польське», «Правда» (Варшава). Автор теоретичних праць з історії архітектури, а також з питань пошуку нового стилю в архітектурі, заснованого на народних взірцях. Автор книги «Sztuka ludowa w Polsce», виданої у Львові 1903 року, репринт 2006 року видавництва «Altair». 
Помер 14 травня 1905 року у Львові. Похований на Личаківському цвинтарі. На честь Мокловського у 1934—1943 роках називалася вулиця у Львові (нині вулиця Копистинського).

## Друковані праці
- Зробив та опублікував світлини давніх дерев'яних церков Галичини[8].
- Przyczynek do dziejów gotyku i stylu przejściowego w budownictwie cerkiewnem drewianem na Rusi Halickiej // Sprawozdania komisji do badań historyi sztuki w Polsce. — 1906. — T. 8. — № 1 — 2.
- Sprawozdanie z wycieczki 1904 r. w celu badania sztuki ludowej // Sprawozdania komisji do badań historyi sztuki w Polsce. — 1905. — S. 199—228.
- Zamek Sobieskiego w Olesku // Przegląd historyczno-wojskowościowy. — 1936. — T. 9. — 92—105.

## Відомі роботи Мокловського
- Займався перебудовою замку у Червоногроді для княгині Любомирської.
- Комплекс споруд санаторію Аполінарія Тарнавського в Косові (1895—1900)[9][10].
- Єврейський шпиталь (нині пологовий будинок) на теперішній вулиці Рапопорта, 8 у Львові (1899—1902). Внутрішні розписи братів Е. і М. Флеків[11][12].
- Проект перебудови Порохової вежі у Львові для потреб Міського архіву [13]
- Будинок Тадеуша Чарнецького №38 при вулиці Пекарській у закопанському стилі[14][15] (1905)[16]; будинок №7 на вулиці Мартовича (1904–1906)[17] у Львові.
- Оформлення в закопанському стилі їдальні та спальних приміщень інтернату імені Г. Пірамовича у Львові (нинішня вулиця Коновальця, 6)[18][19].
- Стадіон і критий манеж польського «Сокола» (нині стадіон Львівського університету фізичної культури) на вулиці Марка Черемшини у Львові. Збудований фірмою Івана Левинського у 1896-1897 році, ймовірно за проектом Мокловського. Стилістично близький до закопанського стилю і водночас до т. зв. «гуцульської сецесії»[20][21].